# Shabooh Shoobah
Shabooh Shoobah — третий студийный альбом австралийской группы INXS, вышедший в октябре 1982 года. Это первый альбом группы, релиз которого состоялся по всему миру — за пределами Австралии и Новой Зеландии. Также это первый альбом, продюсированием которого занимался Марк Опитц.

## Об альбоме
В Shabooh Shoobah прослеживается ещё больший отход от наивных мотивов, чем на предыдущих пластинках. Хоть такие стили как регги «Jan’s Song» и ска «Black & White» все ещё встречаются на альбоме, но они уже в явном меньшинстве.
Главным хитом диска является заглавная песня «The One Thing» — ритмичная композиция с ровным вступлением и ломаным (местами даже синкопированным) припевом, содержащим гавайские мотивы. Одной из его изюминок является какофоническое соло саксофона Кирка Пенгили. Вторым по значимости принято считать «Don’t Change», которую музыканты исполняли вплоть до прекращения совместной деятельности.
Начиная именно с этого альбома Эндрю Фаррис помимо клавишных начал играть ещё и на гитаре — ярким примером может служить «Golden Playpen».
Shabooh Shoobah стал настоящим прорывом для группы, открыв ей двери для начала международного признания. Альбом был поддержан массированным в тот момент концертным туром с посещением США, где INXS дали концерты в Perkins Palace в Калифорнии и на масштабном фестивале US Festival летом 1983 года, где группа выступила на одной сцене с Missing Persons, Berlin, Divinyls, Scorpions, Ozzy Osbourne, U2 и Van Halen.

## Влияние на мировую поп-культуру
Песня «Don’t Change» была перепета группами Everclear, The Bravery, Grinspoon, Goo Goo Dolls, Matchbox Twenty и в качестве бонус-трека на альбоме AFI «Decemberunderground». Также «Don’t Change» играет в фильме «Парк культуры и отдыха» и является главным саундтреком к этому фильму.

## Список композиций
1. «The One Thing» — 3:24
2. «To Look at You» — 3:55
3. «Spy of Love» — 3:58
4. «Soul Mistake» — 2:57
5. «Here Comes» — 3:00
6. «Black and White» — 3:40
7. «Golden Playpen» — 3:03
8. «Jan’s Song» — 3:18
9. «Old World New World» — 3:38
10. «Don’t Change» — 4:24

## Синглы
1. «The One Thing»/«Space Shuttle» (Июль 1982) (AUS #14)
2. «Don’t Change»/«Go West» (Октябрь 1982) (AUS #15)
3. «To Look at You»/«Sax Thing» (Март 1983) (AUS #36)
4. «Black and White»/«Long in the Tooth» (Июнь 1983) (AUS #24)

## Исполнение песен из альбома на концертах
- Песня «The One Thing» в последний раз исполнялась во время тура в поддержку альбома X в 1991 году.
- Песни «To Look at You», «Jan’s Song», «Old World New World» и «Golden Playpen» исполнялись на концертах вплоть до конца тура в поддержку альбома The Swing в 1984 году.
- Песни «Spy of Love», «Here Comes» не исполнялись после 1983 года.
- Песня «Soul Mistake» впервые была представлена под названием «Lesson in love», её предположительный дебют состоялся в Сиднее 12 августа 1982 года. Группа исполняла её вплоть до 1988 года включительно.
- Песня «Black & White» не исполнялась после тура в поддержку альбома Listen Like Thieves.
- Песня «Don’t change» являлась единственной песней из альбома, которая исполнялась вплоть до роспуска группы в июле 2012 года.

## Видео
1. «The One Thing»
2. «To Look at You»
3. «Spy of Love»
4. «Don’t Change» снято Скотом Хиксом.

## Участники записи
- Гарри Гэри Бирс — бас-гитара
- Эндрю Фаррисс — клавишные, гитара
- Джон Фаррисс — ударные, бэк-вокал
- Тим Фаррисс — соло-гитара
- Майкл Хатченс — ведущий вокал
- Кирк Пенгилли — гитара, саксофон, бэк-вокал